# Angraecinae
Angraecinae Summerh., 1966 è una sottotribù di piante spermatofite monocotiledoni appartenenti alla famiglia delle Orchidacee, che comprende oltre 750 specie in 42 generi, diffuse nella fascia tropicale di America e Africa (compreso il Madagascar).

## Descrizione
La sottotribù raggruppa specie epifite (o raramente litofite), con fusti a crescita monopodiale, (ossia con un solo "piede" vegetativo) e privi di pseudobulbi. Altri elementi distintivi di questo raggruppamento sono un rostello "a forma di grembiule", uno sperone molto allungato (sino a 30 cm in alcune specie di Angraecum), e la presenza di due pollinii.

### Radici
Sono provviste di radici aeree, di consistenza carnosa, raggruppate alla base del fusto nelle specie a fusto breve, o lungo il fusto, intervallate alle foglie, nelle specie con fusto più lungo. Come in molte orchidee epifite, le radici possono essere rivestite da un velo radicale detto velamen, composto da cellule vuote e permeabili all'acqua, che consente alla pianta di assorbire l'umidità atmosferica e, in alcune specie, di espletare un'attività fotosintetica, grazie alla presenza di cloroplasti.

### Fusto
Il fusto, a sviluppo monopodiale, può essere lungo solo pochi centimetri, come per esempio in Angraecum minus, o raggiungere alcuni metri di lunghezza, come in Angraecum infundibulare. Nella maggior parte delle specie cresce verticalmente, ma in talune specie (p. es. Jumellea spp.) può distaccarsi orizzontalmente dalla pianta ospite o assumere un atteggiamento pendente (p.es. Calyptrochilum spp. o alcune Angraecum spp.).

### Foglie
Le foglie sono alterne, di consistenza carnosa. Nelle specie a fusto breve sono in genere di forma allungata, disposte in rosetta basale, parzialmente sovrapposte le une alle altre. Nelle specie a fusto lungo sono in genere di dimensioni più piccole, e disposte in due file ordinate. Alcune specie del Nuovo Mondo (Campylocentrum spp., Dendrophylax spp.) sono prive di foglie.

### Fiori
Come in tutte le Orchidaceae, i fiori sono trimeri, zigomorfi, con uno dei petali modificato in labello, il cui aspetto funge da richiamo per gli insetti impollinatori.
 
Sono per lo più raggruppati in infiorescenze racemose, che si dipartono lateralmente dal fusto, in corrispondenza dell'ascella delle foglie o al di sotto di esse. Il rachide dell'infiorescenza è di colore verde o marrone ed è spesso inguainato da una o più brattee. I fiori sono in genere disposti in due file e nelle prime fasi dell'antesi sono più o meno ricoperti da brattee membranose, che in genere si distaccano a fioritura avvenuta.
 
Sono possibili numerose eccezioni a questa configurazione: nel genere Jumellea l'infiorescenza porta un singolo fiore e lo stesso avviene in numerose specie di Angraecum, in cui occasionalmente i fiori possono essere 2 o 3; vi sono infine generi (Calyptrochilum, Ossiculum, Podangis) in cui il rachide dell'infiorescenza è molto corto ed i fiori sono affastellati in una disposizione che ricorda l'ombrella delle Apiaceae.

### Frutti
Dopo l'impollinazione l'ovario aumenta progressivamente di volume e dopo alcune settimane produce un frutto con la struttura di una capsula, la cui forma e le cui dimensioni sono estremamente variabili da specie a specie.

## Biologia
La riproduzione della maggior parte delle specie di Angraecinae è legata alla impollinazione entomofila da parte di farfalle notturne della famiglia Sphingidae. Tale interrelazione evolutiva è legata alla particolare morfologia florale delle Angraecinae, il cui lungo sperone nettarifero risulta accessibile solo ad insetti dotati di una lunga spirotromba. Paradigmatico di questa stretta interdipendenza è il caso della cosiddetta "orchidea di Darwin" (Angraecum sesquipedale), una specie caratterizzata da uno sperone lungo circa 30 cm, per la quale Charles Darwin postulò l'esistenza di un insetto impollinatore dotato di una spirotromba di analoghe dimensioni. A distanza di circa 40 anni dalla formulazione di una tale ipotesi fu effettivamente scoperto che l'impollinatore era uno sfingide, Xanthopan morganii, dotato di una spirotromba con analoghe dimensioni.

Esistono comunque alcune specie che si discostano da questo paradigma.

Per esempio tra le specie del Nuovo Mondo ve ne sono alcune che sono comunemente impollinate da insetti apoidei quali Campylocentrum aromaticum, impollinata da api della famiglia Halictidae, o Campylocentrum burchellii, impollinata da api della tribù Meliponini.
Una specie endemica delle isole Mascarene, Angraecum cadetii, caratterizzata da fiori non profumati e con sperone di piccole dimensioni, deve la sua impollinazione, caso unico tra le orchidaceae, ad un grillo della famiglia Gryllacrididae.
Altre specie endemiche delle Mascarene (Angraecum bracteosum, Angraecum striatum), caratterizzate anch'esse da fiori non profumati e con sperone di piccole dimensioni, hanno un meccanismo di riproduzione legato alla impollinazione ornitogama ad opera di uccelli della famiglia Zosteropidae (Zosterops borbonicus, Z. olivaceus).
È stata inoltre documentata la possibilità di autoimpollinazione, come nel caso di Jumellea stenophylla. Il ricorso a tale modalità è probabilmente un adattamento evolutivo intervenuto in assenza di specifici impollinatori, in corso di colonizzazione di una nuova isola.

## Distribuzione e habitat
Le Angraecinae sono diffuse principalmente nell'Africa tropicale, con una concentrazione di biodiversità nel Madagascar, e in alcune isole dell'oceano Indiano (isole Mascarene e Comore). Due soli generi (Campylocentrum e Dendrophylax) sono nativi della zona tropicale dell'America.

## Tassonomia
La sottotribù Angraecinae appartiene alla tribù Vandeae, un ampio raggruppamento di orchidee epifite a distribuzione pantropicale.

La sottotribù comprende 42 generi e oltre 750 specie:
- Aerangis Rchb.f., 1865 (58 spp.)
- Aeranthes Lindl., 1824 (44 spp.)
- Ambrella H. Perrier., 1934 (1 sp.)
- Ancistrorhynchus Finet, 1907 (17 spp.)
- Angraecopsis Kraenzl. (19 spp.)
- Angraecum Bory, 1804 (225 spp.)
- Beclardia A.Rich., 1828 (2 spp.)
- Bolusiella Schltr., 1918 (5 spp.)
- Calyptrochilum Kraenzl. (3 spp.)
- Campylocentrum Lindl. (76 spp.)
- Cardiochilos P.J.Cribb, 1977 (1 sp.)
- Chauliodon Summerh., 1943 (1 sp.)
- Cryptopus Lindl. (4 spp.)
- Cyrtorchis Schltr., 1914 (18 spp.)
- Dendrophylax Rchb.f. (15 spp.)
- Diaphananthe Schltr., 1915 (29 spp.)
- Dinklageella Mansf., 1934 (4 spp.)
- Eggelingia Summerh., 1951 (3 spp.)
- Erasanthe P.J.Cribb, Hermans & D.L.Roberts, 2007 (1 sp.)
- Eurychone Schltr., 1918 (2 spp.)
- Jumellea Schltr., 1914 (58 spp.)
- Lemurella Schltr., 1925 (4 spp.)
- Lemurorchis Kraenzl., 1893 (1 sp.)
- Listrostachys Rchb.f., 1852 (1 spp.)
- Microcoelia Lindl., 1830 (34 spp.)
- Mystacidium Lindl., 1837 (10 spp.)
- Neobathiea Schltr., 1925 (6 spp.)
- Nephrangis (Schltr.) Summerh., 1948 (2 spp.)
- Oeonia Lindl., 1826 (5 spp.)
- Oeoniella Schltr., 1918 (2 spp.)
- Plectrelminthus Raf., 1838 (1 sp.)
- Podangis Schltr., 1918 (2 sp.)
- Rangaeris (Schltr.) Summerh., 1936 (3 spp.)
- Rhipidoglossum Schltr., 1918 (50 spp.)
- Sobennikoffia Schltr., 1925 (4 spp.)
- Solenangis Schltr., 1918 (4 spp.)
- Sphyrarhynchus Mansf., 1935 (3 sp.)
- Summerhayesia P.J.Cribb, 1977 (2 spp.)
- Taeniorrhiza Summerh., 1943 (1 sp.)
- Triceratorhynchus Summerh., 1951 (3 sp.)
- Tridactyle Schltr., 1914 (45 spp.)
- Ypsilopus Summerh., 1949 (12 spp.)

### Alcune specie

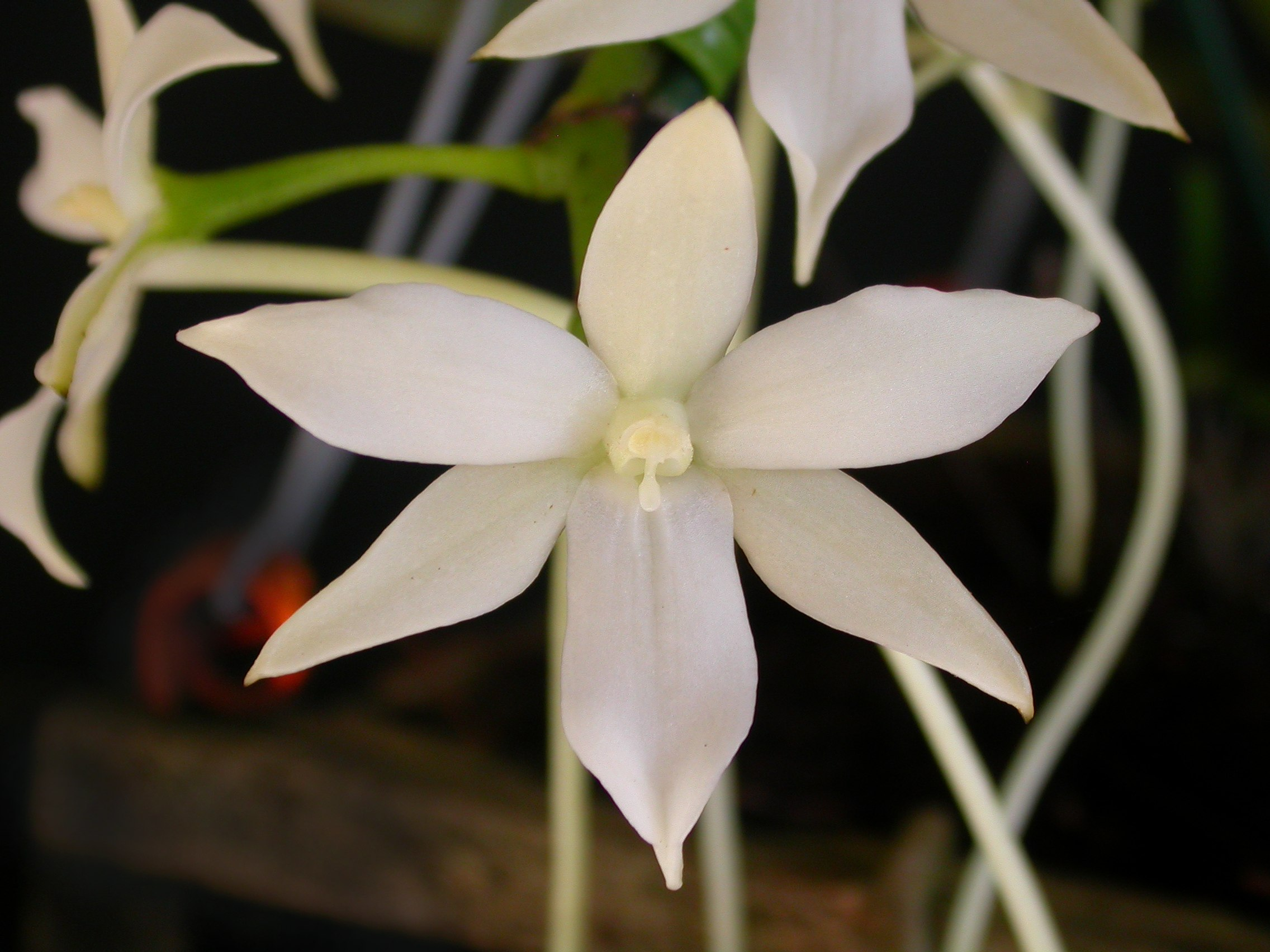
Aerangis articulata
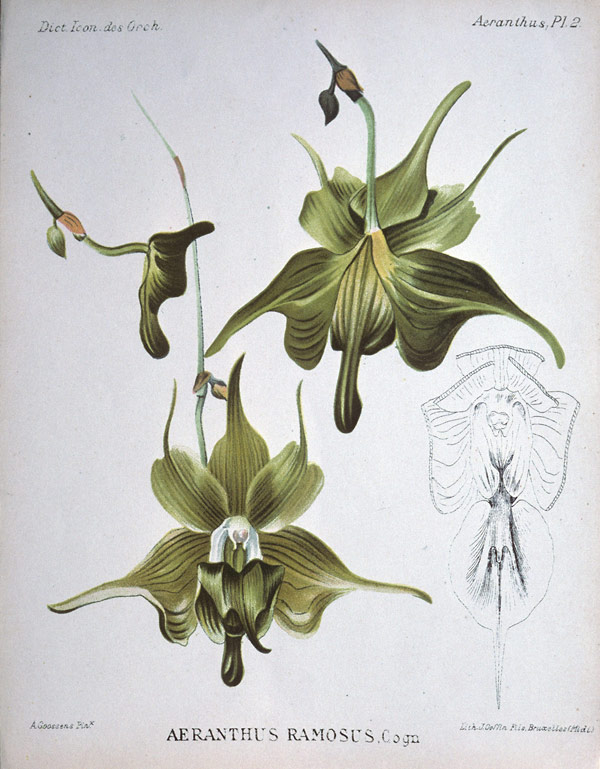
Aeranthes ramosa
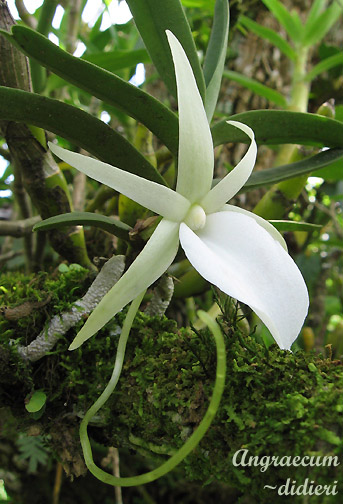
Angraecum didieri
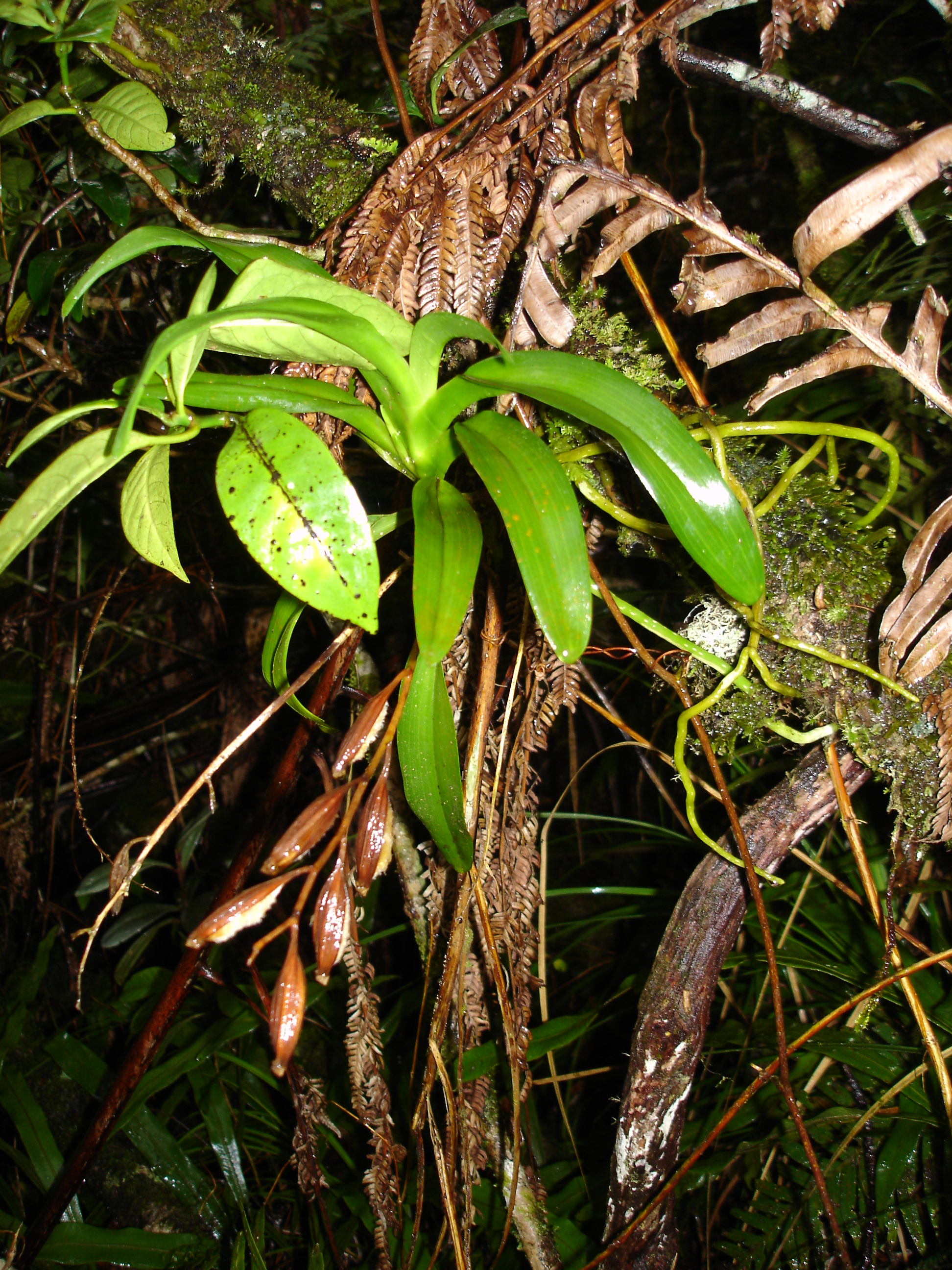
Beclardia macrostachya
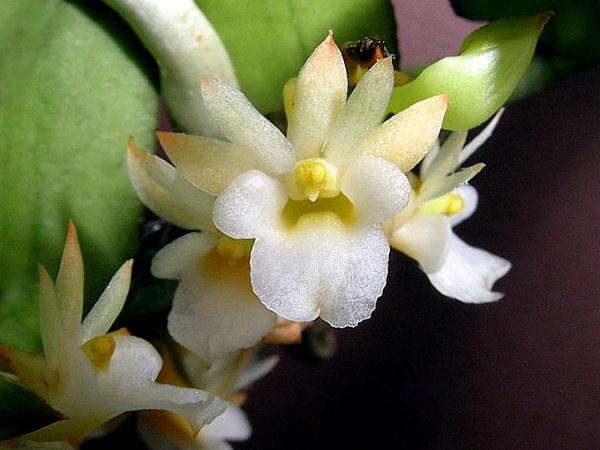
Calyptrochilum christyanum
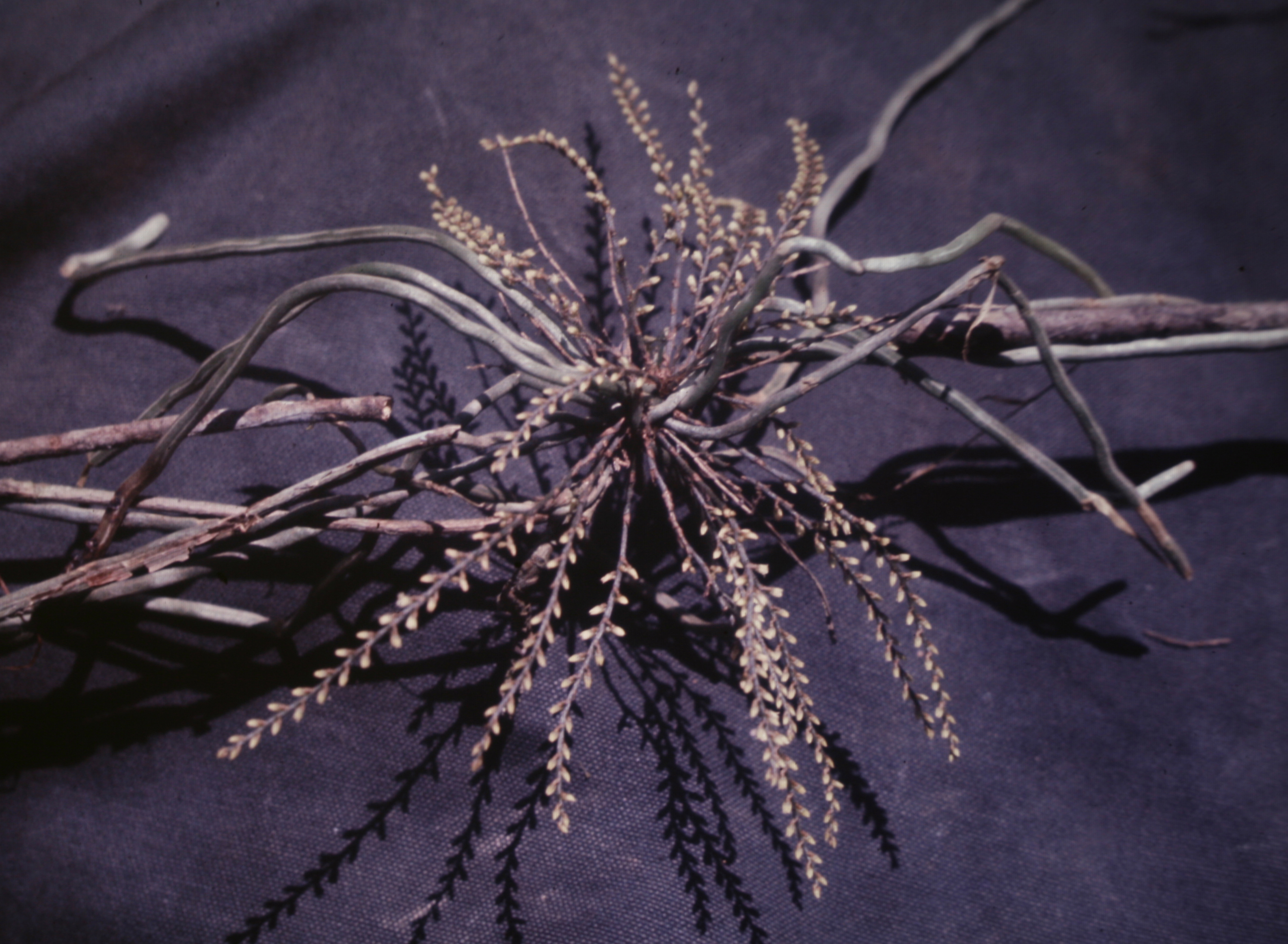
Campylocentrum fasciola
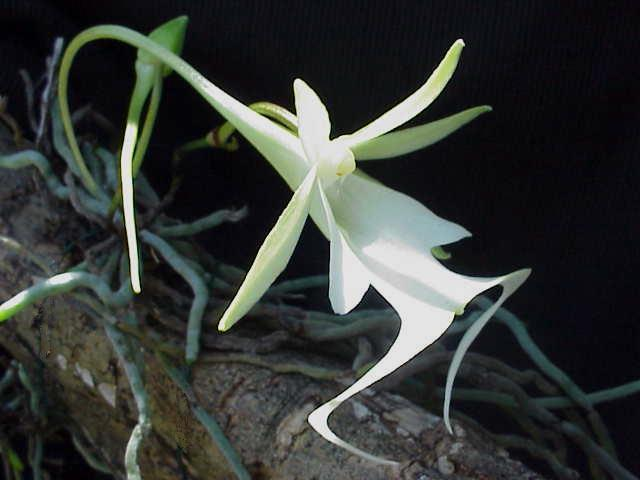
Dendrophylax lindenii
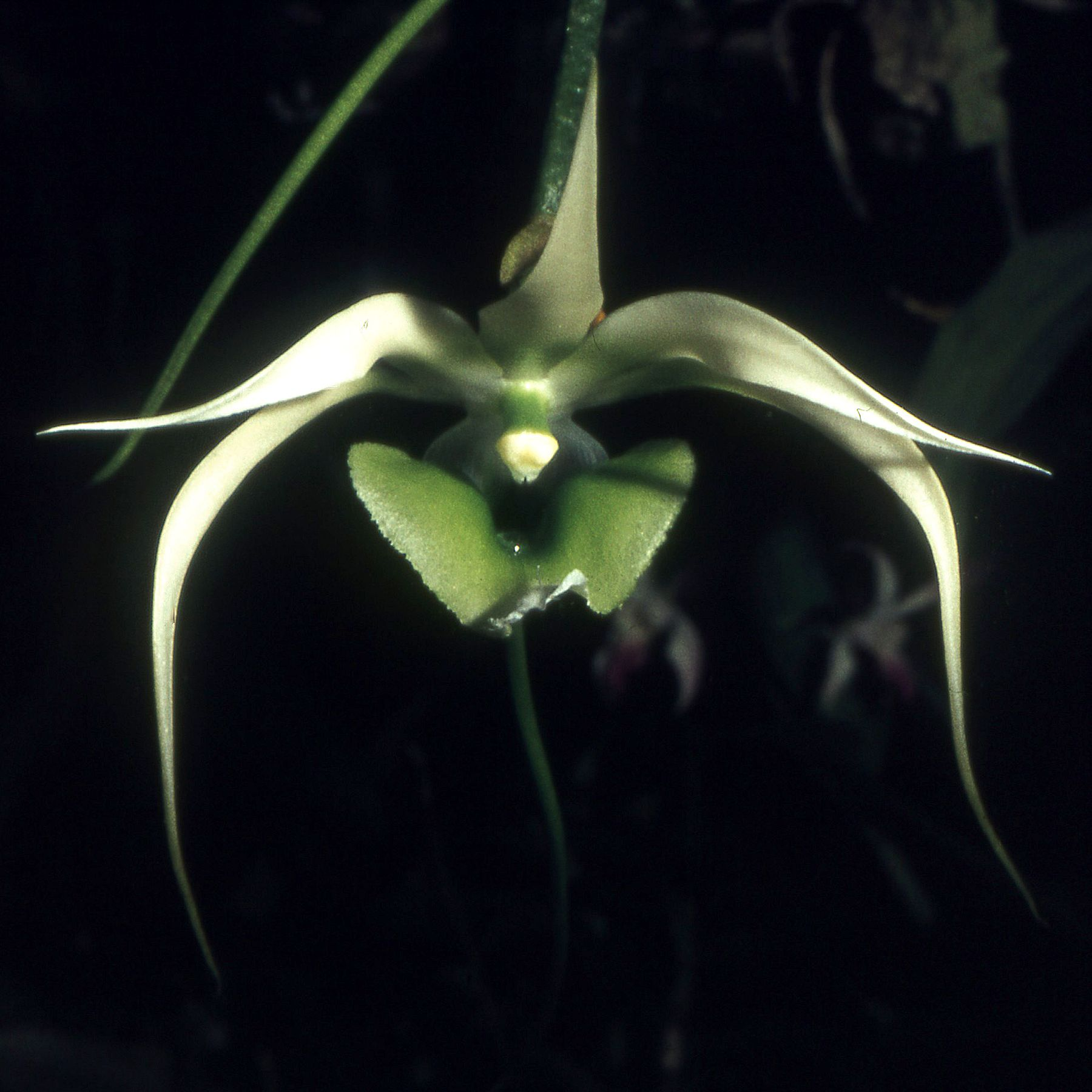
Erasanthe henrici
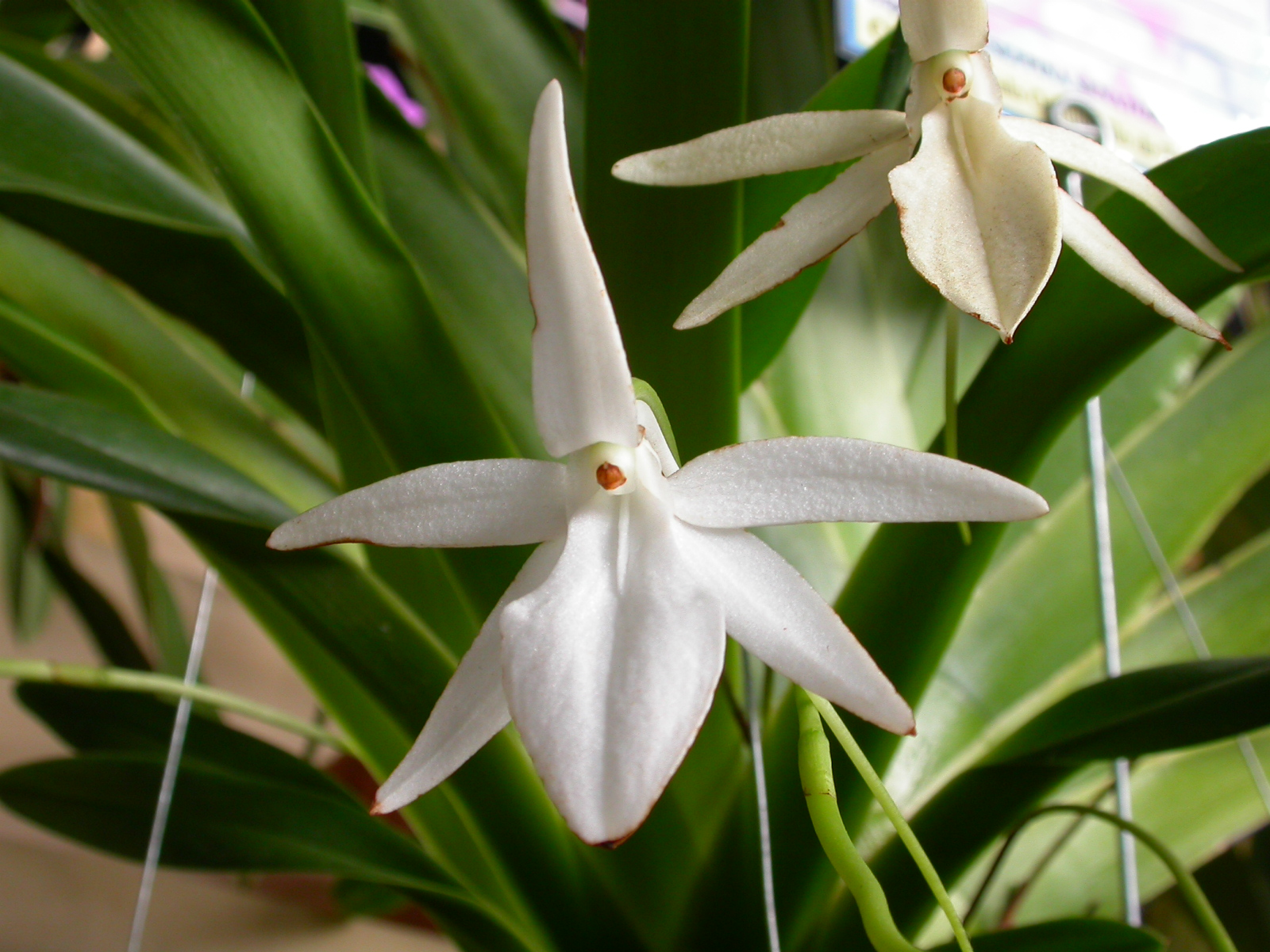
Jumellea arachnantha
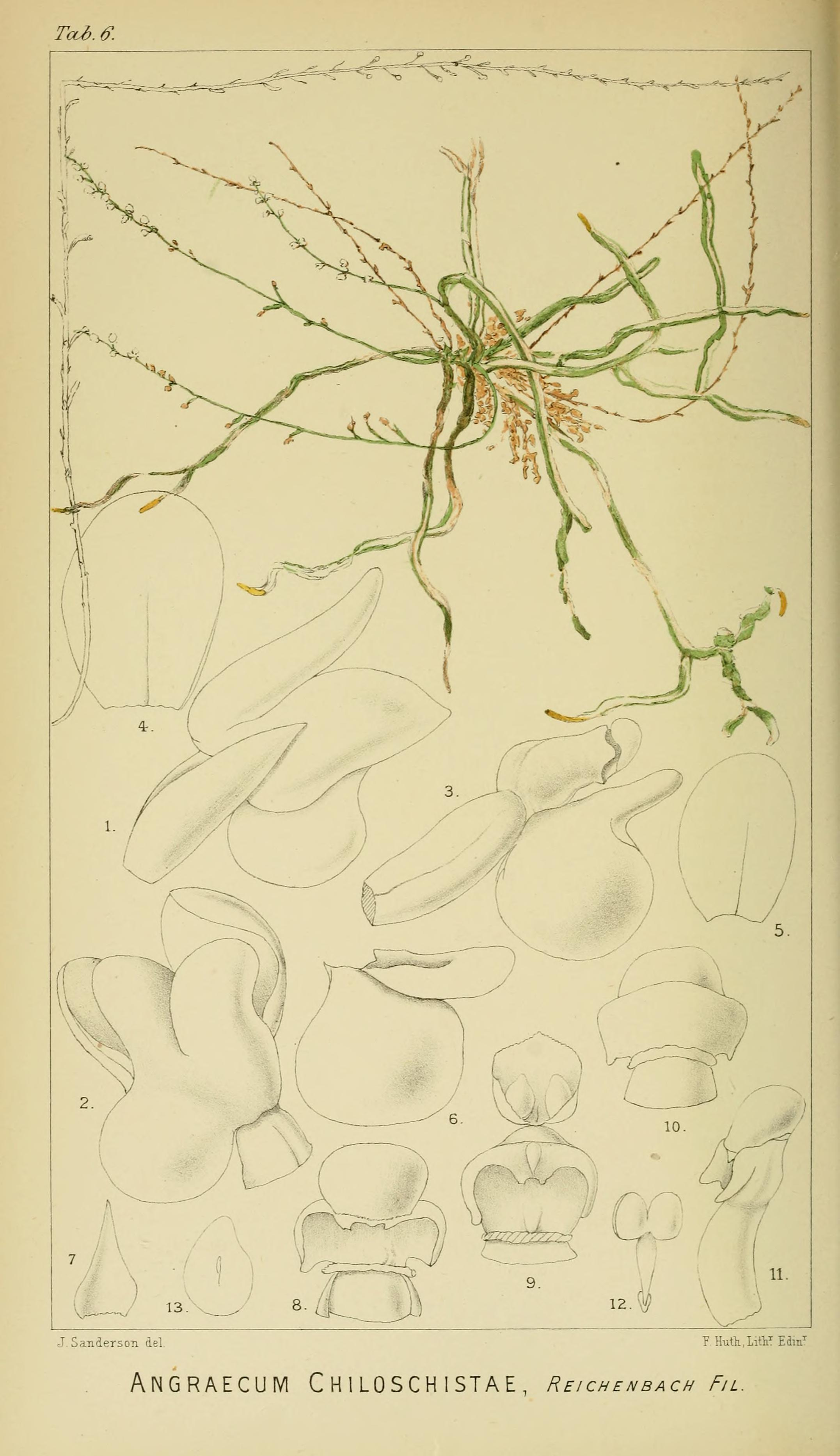
Microcoelia exilis
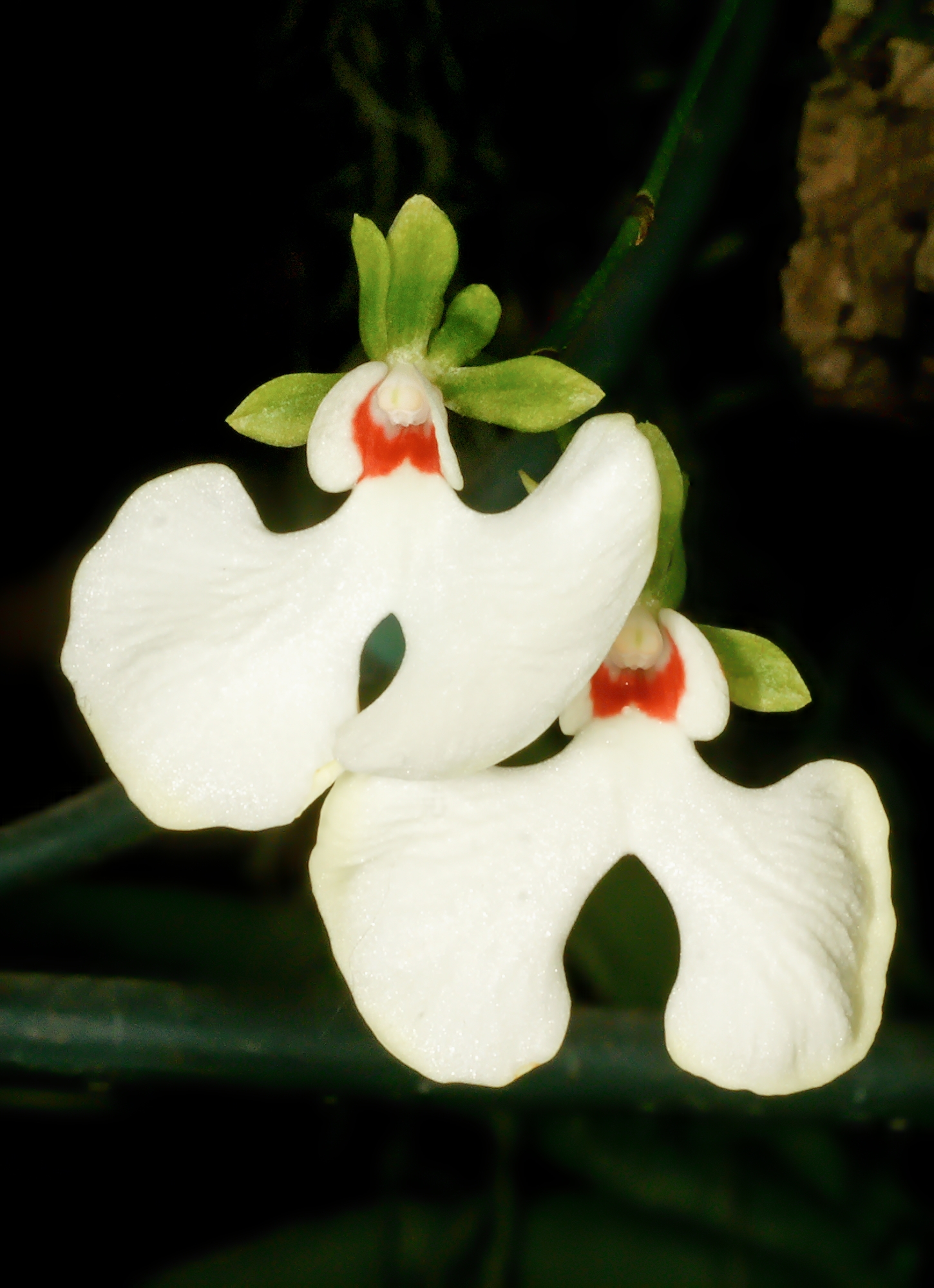
Oeonia rosea
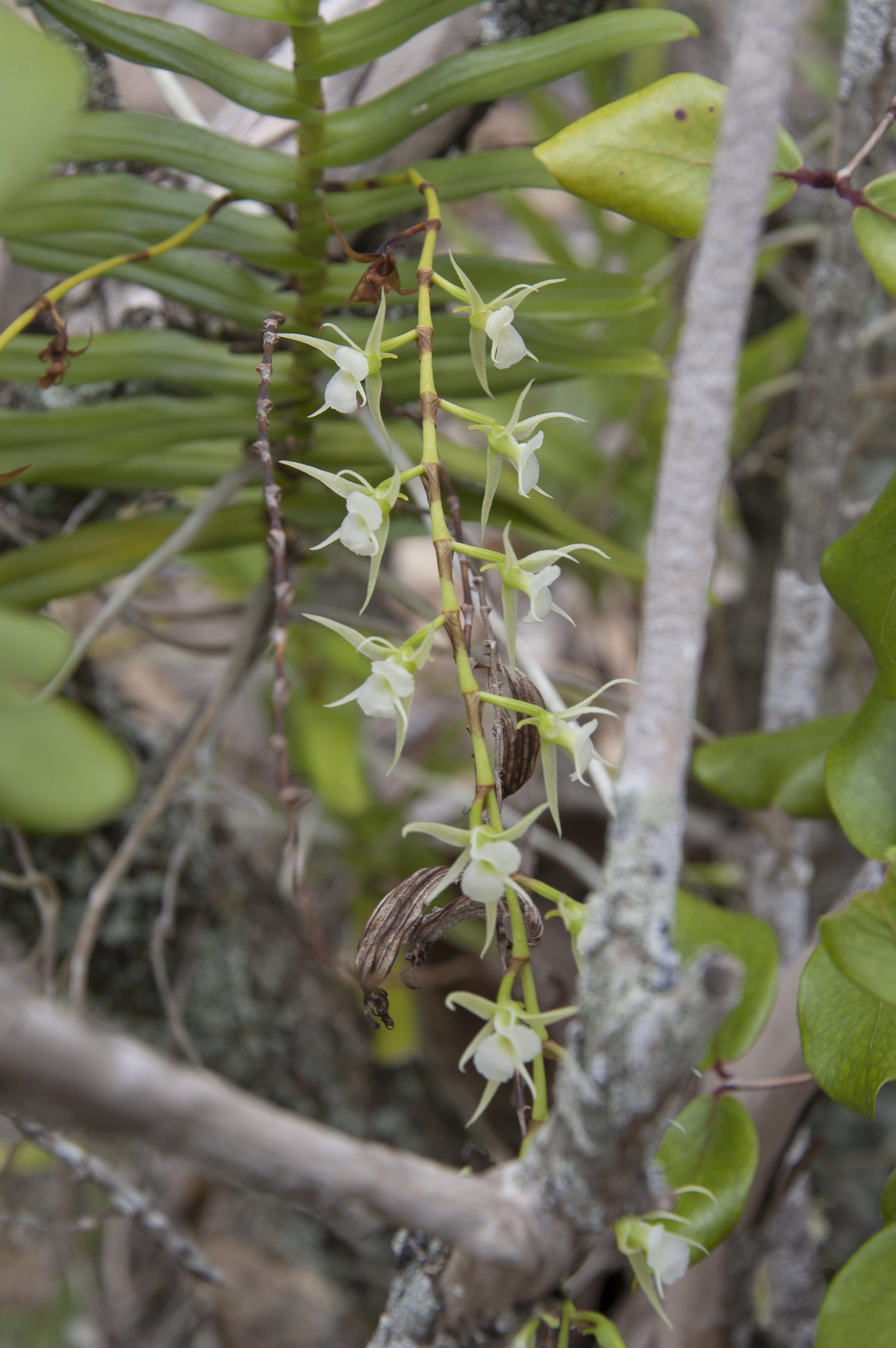
Oeoniella polystachys
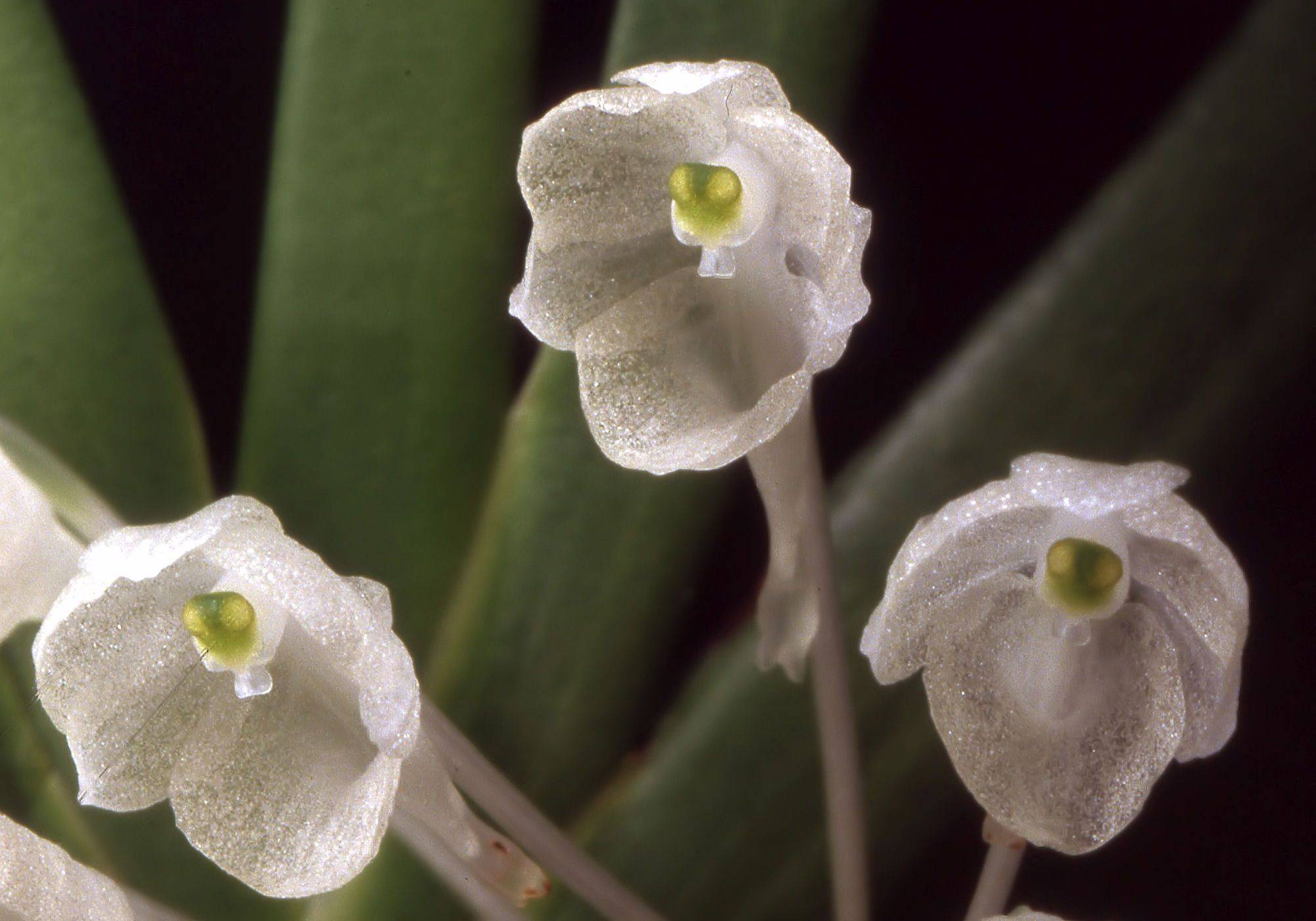
Podangis dactyloceras
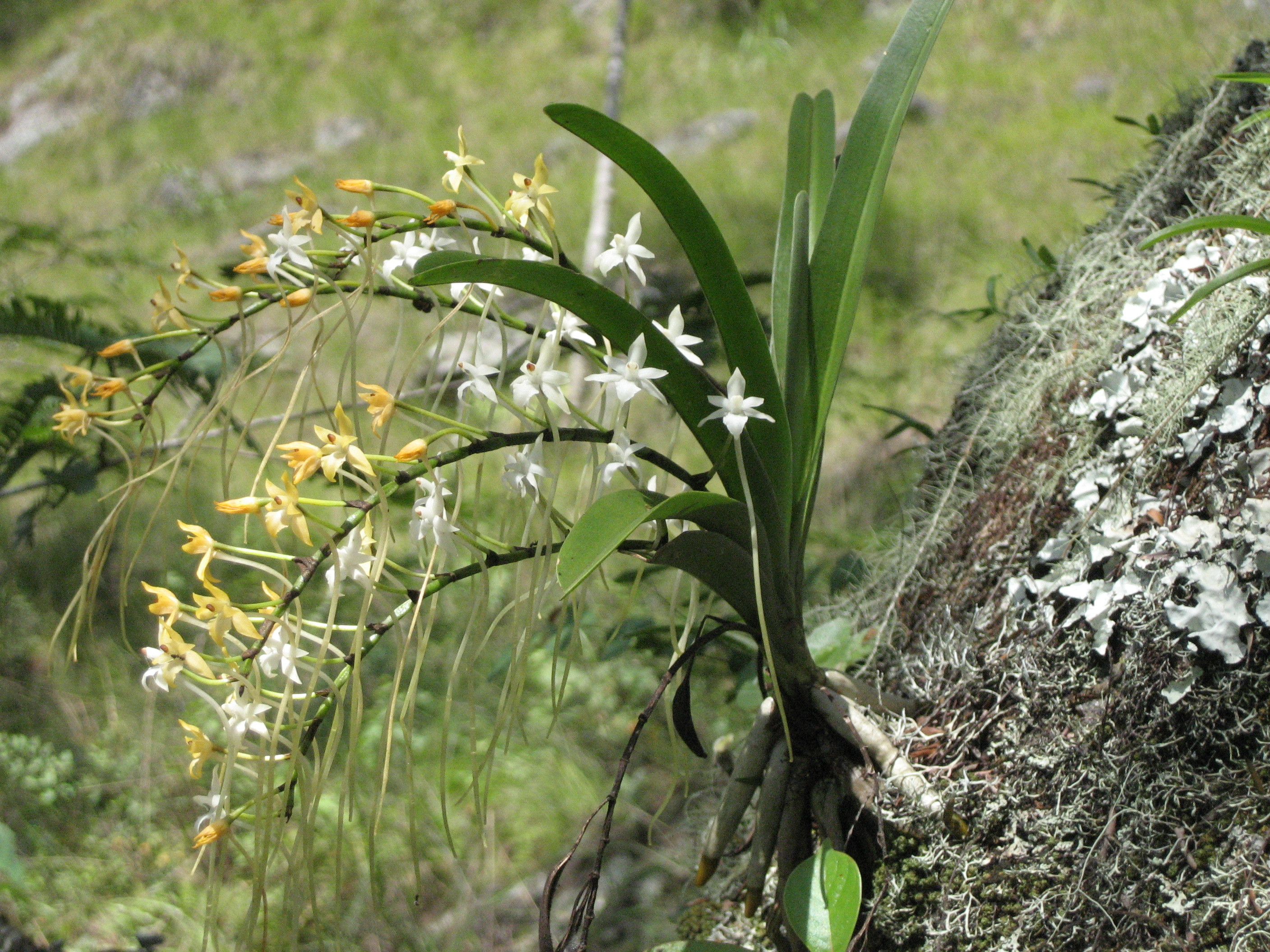
Rangaeris muscicola